# Trazegnies
Pour les articles homonymes, voir Trazegnies (homonymie).
Trazegnies est une section de la commune belge de Courcelles, située en Région wallonne dans la province de Hainaut. C'était une commune à part entière avant la fusion des communes de 1977. Cette localité a donné son nom à la maison de Trazegnies, issue des anciens seigneurs locaux. Sa devise est « tan que vive ».

## Toponymie
Trazegnies viendrait de Trasniacas qui signifie terres de Thraso.

## Géographie

### Morphologie urbaine

#### Lieux-dits
- Couturelle.
- Croix Sabeau.
- L'Yser.
- Fastoûmont.
- Pachi du Cadet.
- Dessus l'Eglise.
- Le Bati.
- Campagne des Prés.
- Benoîte Epine.
- Clabitia.
- L'Espinette.
- Tichelin.
- Champ du Losté.
- La Potte.
- L'Argilette.
- Le Dessus du Bois.
- Sauci.

#### Quartiers et cités.
- Cité Achille Delattre.
- Quartier des Coquelicots.
- Quartier Saint-Joseph.

## Évolution démographique
- Sources : INS, Rem. : 1831 jusqu'en 1970 = recensements, 1976 = nombre d'habitants au 31 décembre.

## Histoire
À l'origine, une vaste terre franche fut offerte par le Roi de France à l'un de ses chevaliers pour grands services rendus. Trazegnies devint alors le siège d'une puissante seigneurie indépendante à la limite du duché de Brabant, du comté de Hainaut et de la principauté de Liège, ainsi que le berceau d'une des plus illustres familles d'Europe : plusieurs seigneurs de Trazegnies participèrent aux croisades, l'un d'eux (Gilles le Brun) fut connétable de France sous saint Louis, un autre épousa par procuration au nom de Charles Quint l'infante Isabelle de Portugal; Jean III fut nommé chevalier de la Toison d'or et d'autres furent investis de hautes fonctions par les gouverneurs des Pays-Bas. Par la suite, il fut offert une parcelle de la terre à une congrégation religieuse qui y installa une abbaye au lieu-dit « Herlaimont » ; un village se construisit autour et est devenu l'actuelle commune de Chapelle-lez-Herlaimont. À la suite d'un héritage au milieu du XIXe siècle, les marquis de Trazegnies ont quitté leur demeure ancestrale et se sont installés, avec leur famille, dans un autre château, celui de Corroy-le-Château, près de Gembloux, à quelques kilomètres de Namur. C'est là que vit encore aujourd'hui le marquis (Olivier) de Trazegnies d'Ittre. Ce château, particulièrement bien conservé, fait partie des demeures remarquables de Belgique et est le cadre de réjouissances médiévales tous les printemps. L'ancien château familial de Trazegnies, lui, fut cédé à la société de charbonnage de Mariemont-Bascoup dont les galeries du site minier voisin menaçaient la vieille bâtisse. Certaines parties ont d'ailleurs fini par s'écrouler.
Le 11 mai 1950 eut lieu la catastrophe minière de Trazegnies dans le charbonnage n°6 Mariemont-Bascoup lors de laquelle 39 mineurs trouvèrent la mort à cause d'un coup de grisou.

### Passé industriel
À l'époque Trazegnies avait des charbonnages (société de Mariemont-Bascoup) et une forge (Ateliers de Trazegnies).

## Armoiries
|  | Blason de Trazegnies Blasonnement : Bandé d'or et d'azur à l'ombre d'un lion brochant sur le tout, à la bordure engrêlée de gueules. L'écu placé sur un manteau de pourpre, doublé d'hermine, frappé et houppé d'or, sommé d'une couronne cinq fleurons. - Délibération communale : 13 décembre 1920 - Arrêté royal : 21 juillet 1923 - Moniteur belge : 15 septembre 1923 |

## Liste des bourgmestres jusqu'à la fusion des communes
- Alexandre Gillon, Marquis de Trazegnies, de 1830 à 1848.
- Charles-Alexandre Larsimont, de 1853 à 1888.
- Ferdinand Philippe, de 1891 à 1895.
- Cyriaque Hallet, de 1900 à 1903.
- Rodolphe Delval, de 1908 à 1932.
- Arthur Beghin, de 19?? à 1976, (PSB).

## Patrimoine et culture

### Patrimoine architectural
- Centre civique et l'ancienne maison communale. Ensemble de bâtiments publics de style éclectique ou néo-renaissance flamande construit de 1911 à 1924 comprenant l'ancienne maison communale (1911) due à l'architecte Simon, la maison de tous (1922) et l'école de filles construit en « L » en 1924[7]. La maison communale a été rénovée en 2009 et une nouvelle flèche et quatre nouveaux clochetons est mise sur le beffroi, l'ancienne flèche avait été enlevée en 1997 pour cause de vétusté.
- Le château des seigneurs de la Maison de Trazegnies. Mentionné en 1155 dans le cartulaire de l'Abbaye de Floreffe vraisemblablement antérieure à cet date, le nom d'Otton 1er, mort en 1136, est le plus anciens connu aujourd'hui. Le château est érigé en marquisat en 1614, jusqu'en 1862 le domaine reste dans la famille de Trazegnies. L'ensemble des terres et du château a été racheté par la Société des Charbonnages de Bascoup qui le cède en 1913 à l'État belge. Depuis 1926, l'association des « Amis de Trazegnies », devenue propriétaire, entreprend la sauvegarde du monument[8].
- L'église Saint-Martin. Édifice qui remonde aux XVIe siècle et au XVIIe siècle[9]. Rénovée au XIXe siècle et en 2020. Dans cette église, se trouvent les gisants des marquis de Trazegnies Gillion-Othon Ier de Trazegnies († 1699), et de Jacqueline de Lalaing († 1672), œuvre du sculpteur malinois Lucas Fayd'herbe, élève de Pierre Paul Rubens.
- Presbytère, daté de 1757[10], rue Léandre Vilain.
- Chapelle Saint-Roch, édifiée en style néo-gothique en 1868, à la suite d'une épidémie de peste et rénovée en 1937[10].
- Ferme de la Potte, est datée de 1614 par des ancres sur la façade[7].

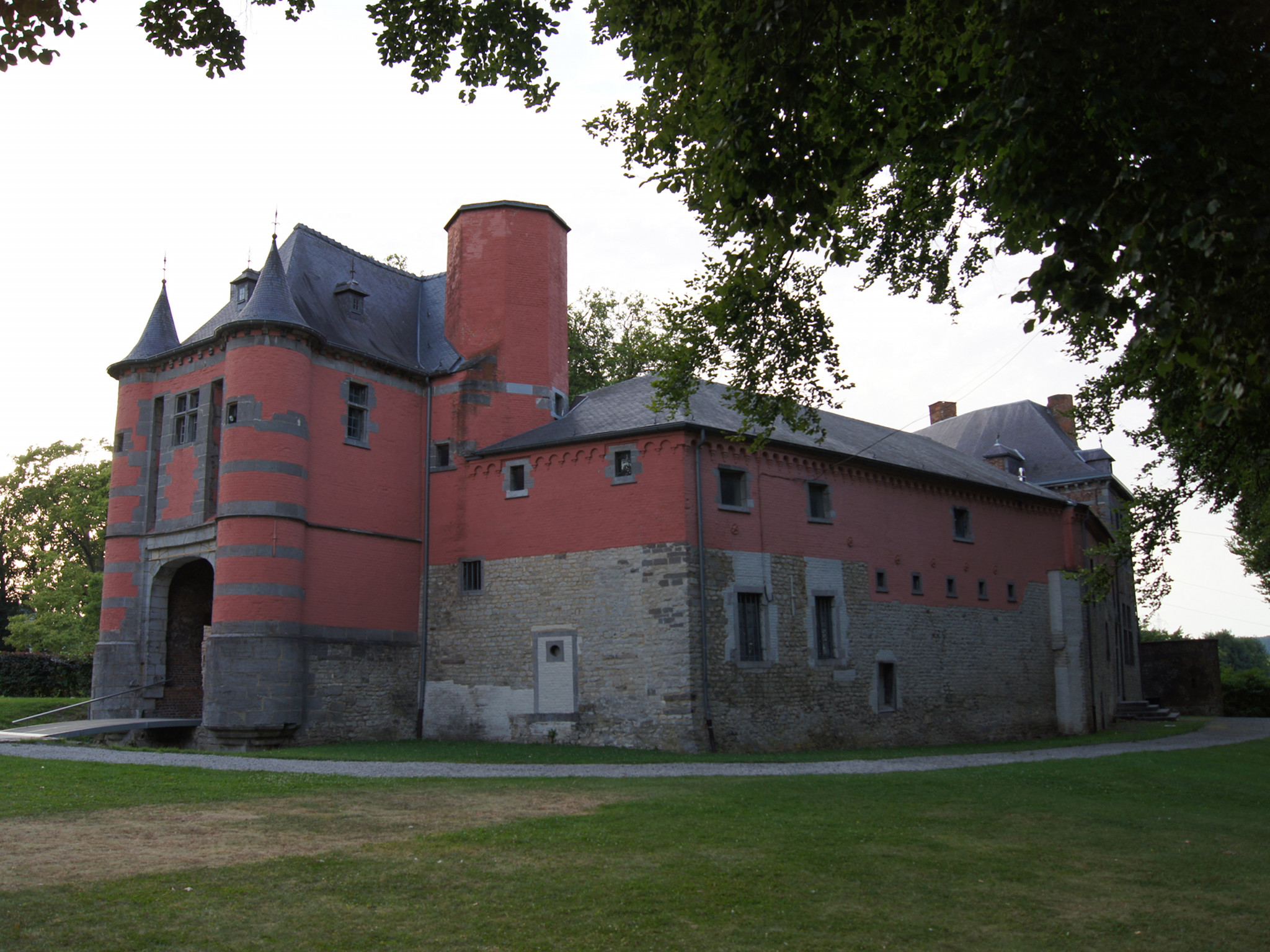
Le châtelet du château médiéval (XVIe siècle)[11].
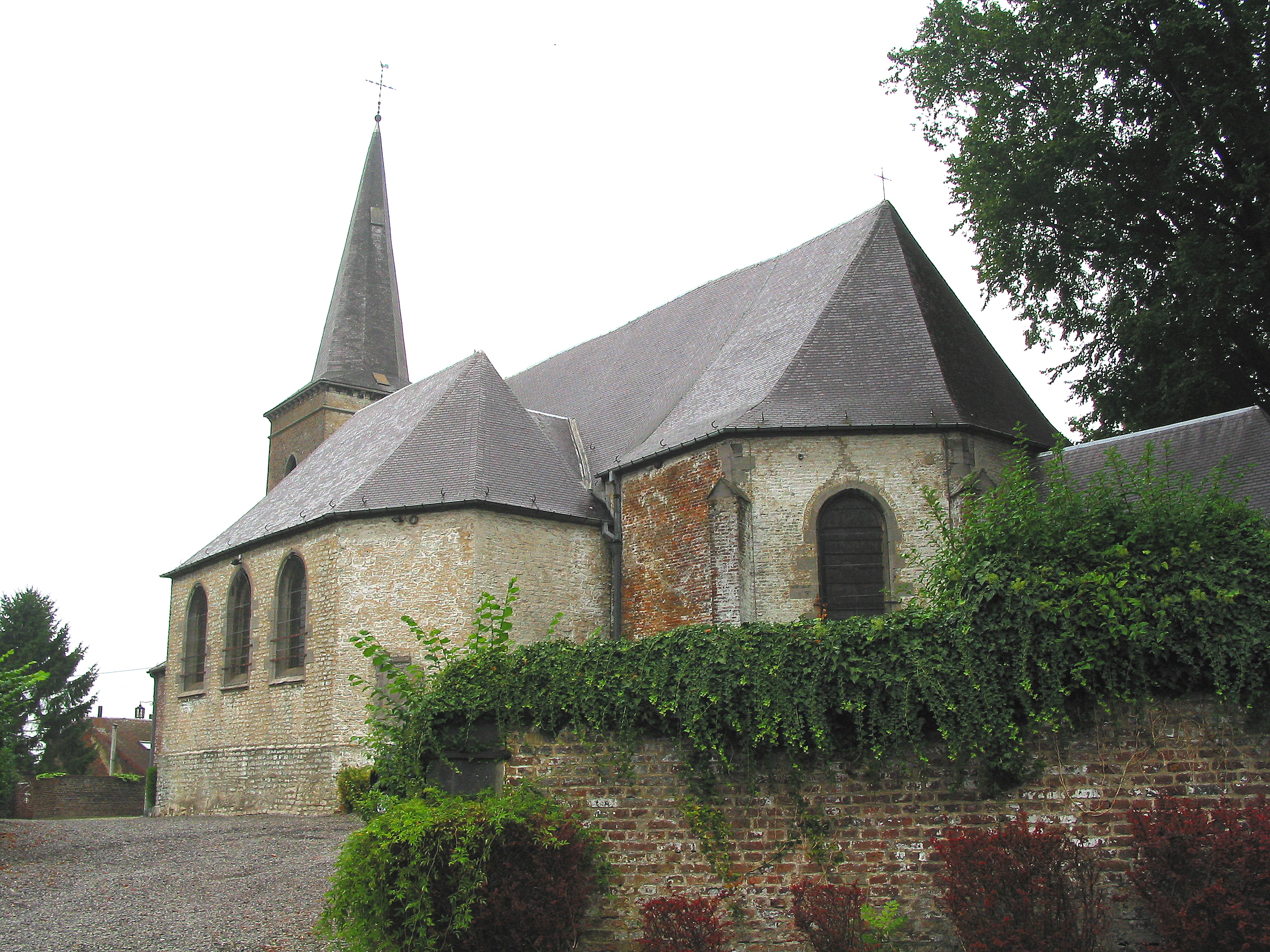
L'église Saint-Martin avant restauration.
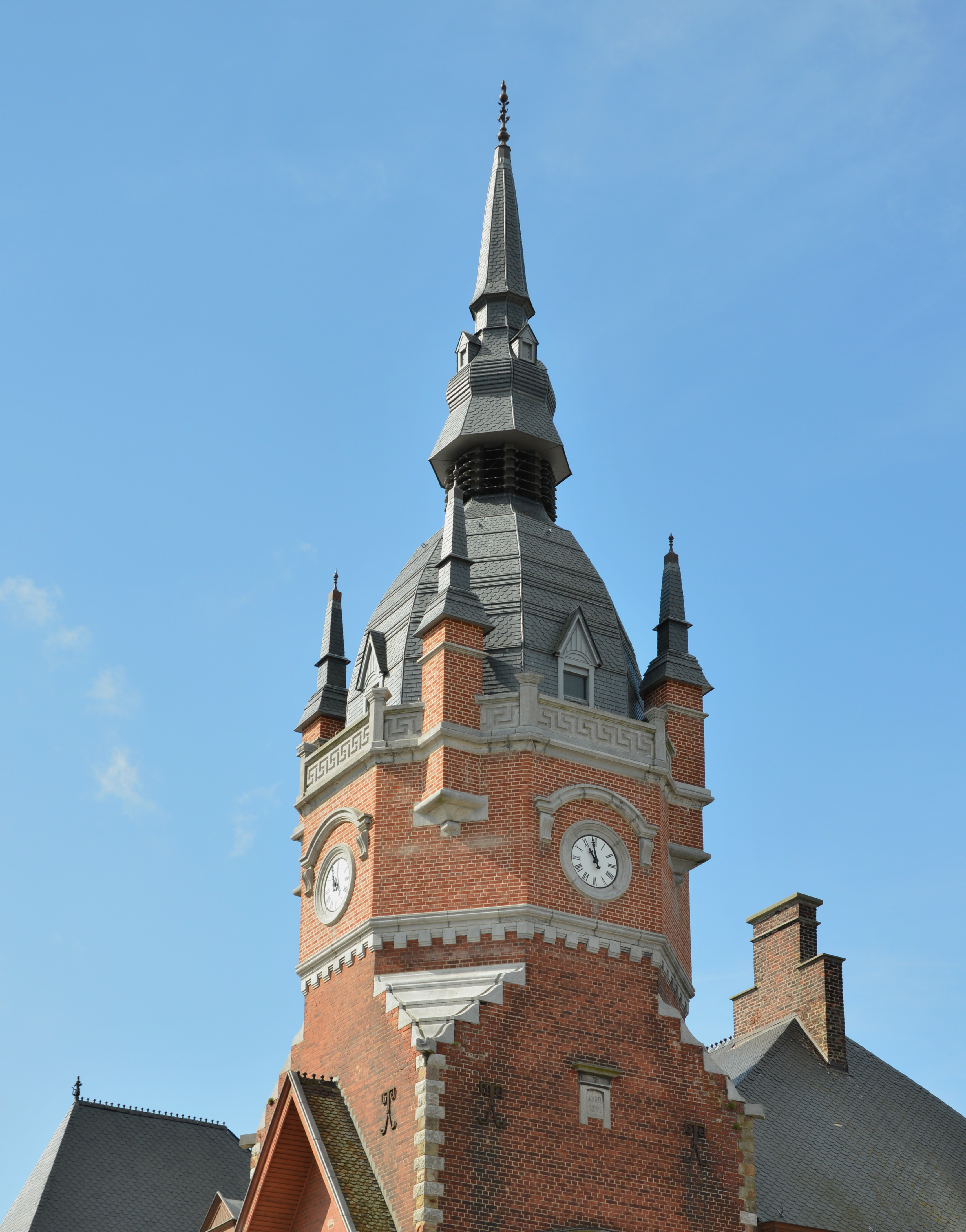
Le beffroi de l'ancienne maison communale.
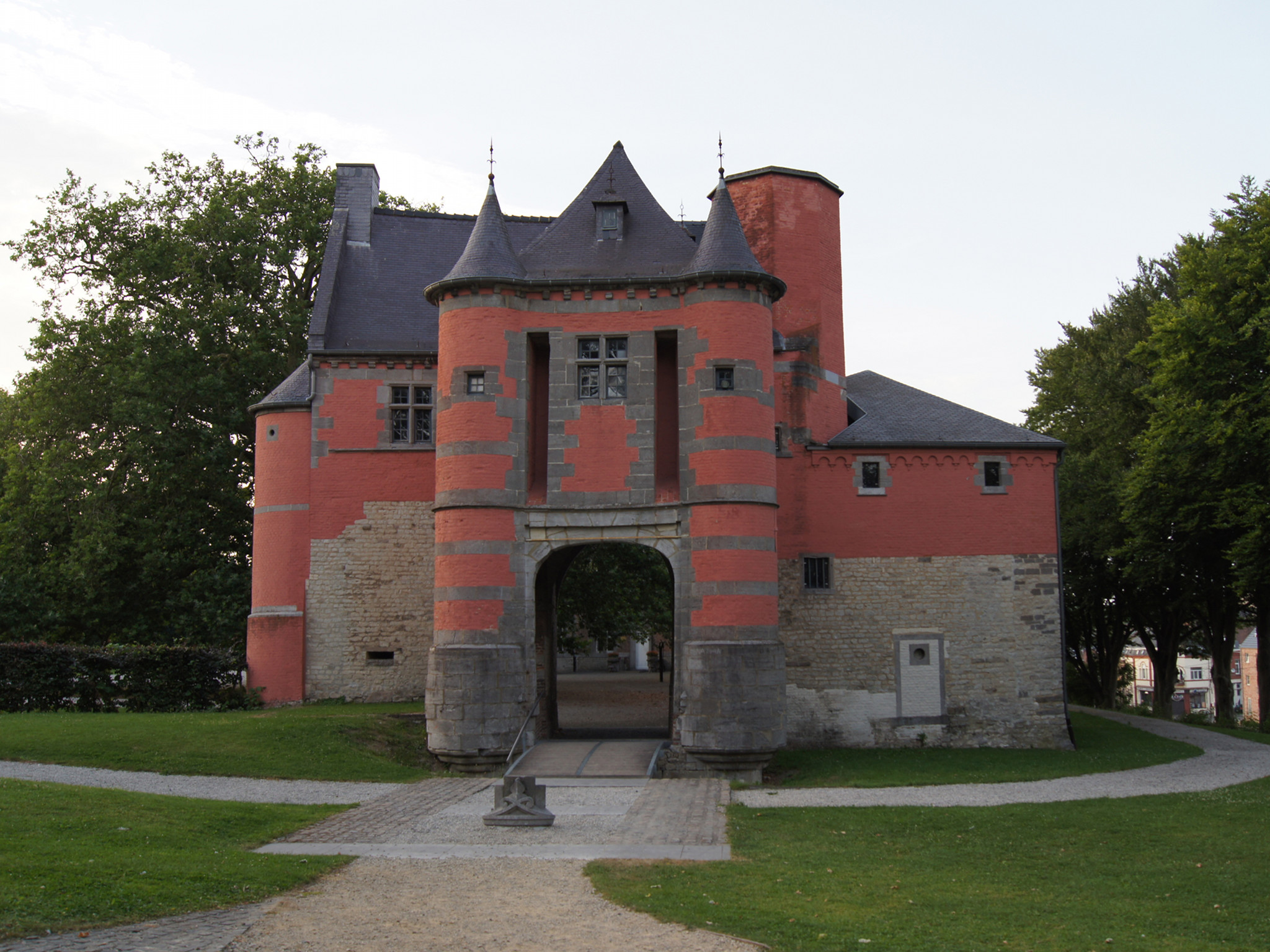
Le châtelet du château médiéval, vu de face.

## Enseignement
- Ecole fondamentale libre de Trazegnies.
- Ecole fondamentale autonome de la Communauté Française.
- Lycée de la Communauté Française de Trazegnies section secondaire.
- Ecole de la Claire Joie.

## Sports et vie associative

### Sports

#### Infrastructures
- Hall omnisports de Trazegnies.
- Terrain de basketball, rue du Butia.
- Terrain de balle pelote, rue des Cerisiers.

## Personnalités de la commune
- Alexandre Robert artiste-peintre né à Trazegnies en 1817 et décédé à Saint-Josse-ten-Noode en 1890.
- Léandre Vilain, natif de Trazegnies, il fut grand prix de Rome d'armonium[12].
- Lucien Lison (1907-1984), médecin et biochimiste, y naquit.
- Caroline Taquin, actuelle bourgmestre de l'entité de Courcelles.